# Ceratophyllus idius
Ceratophyllus idius är en loppart som beskrevs av Jordan et Rothschild 1922. Ceratophyllus idius ingår i släktet Ceratophyllus och familjen fågelloppor. Inga underarter finns listade i Catalogue of Life.